# Hutu
Hutu (numit și Abahutu sau Bahutu) este un popor din Africa Centrală, principala populație din Rwanda și Burundi. Potrivit Central Intelligence Agency, 84% din populația din Rwanda și 85% din populația din Burundi sunt hutu. Din punct de vedere istoric, principala ocupație a hutu a fost agricultura, vorbesc în majoritate limbile bantu, iar religia dominantă este catolică.

## Istorie
Hutu au migrat în regiunea Marilor Lacuri din nordul Africii în primul secol, alungând pigmeii Twa, care până atunci dominau zona. În secolul al XV-lea, hutu au fost subjugați de tutsi. Stăpânirea tutsi asupra hutu a fost menținută de Belgia până în 1962, când regiunea a fost împărțită în Rwanda și Burundi, obținând independența.

### Conflictele cu tutsi
Până la momentul genocidului din Rwanda, împărțirea în hutu și tutsi era mai mult una socială, nu mai existau diferențe lingvistice și culturale între aceste grupuri etnice, iar diferențele fizice dispăruseră în mare parte prin căsătoriile interetnice, deși există încă o percepție comună conform căreia hutu sunt mai scunzi și au pielea mai închisă la culoare decât tutsi.  Încă de pe vremea guvernului colonial belgian, naționalitatea a fost înregistrată în cartea de identitate rwandeză, naționalitatea copilului fiind aceeași cu cea a tatălui. Adică, dacă tatăl era hutu, toți copiii săi erau considerați hutu, chiar dacă mama era tutsi. În urma obținerii independenței Burundi în 1962, hutu a obținut puterea în Rwanda, iar în deceniile următoare au avut loc două genociduri. În 1972, a avut loc masacrul hutu de către armata tutsi (numărul total al victimelor a fost estimat la 15 000 conform cifrelor oficiale și la sute de mii conform hutu și cercetătorilor), precum și masacrul din 1994 al tutsi de către hutu. În urma conflictului au fost ucise 800.000 de persoane, în total, aproximativ un milion de persoane (14% din populația Rwandei) au fost ucise în timpul conflictului. Ambele genociduri au fost descrise în raportul final al Comisiei internaționale de anchetă privind Burundi și prezentate Consiliului de Securitate al Organizației Națiunilor Unite în 2002.
Din cauza conflictelor dintre hutu și tutsi, situația din regiunea africană a Marilor Lacuri rămâne tensionată.
1. 1 2  Carl Wilkens (2011). I’m not leaving. World Outside My Shoes. ISBN 1450780806.
2. ↑  Michael Bowen (1972). The United States and genocide in Burundi. Carnegie Endowment for International Peace. p. 49.
3. ↑  „Rwanda: How the genocide happened”.
4. ↑  „¿El final de la gran guerra africana?”. Foreign Policy. 2005.